# Administrador de base de datos
Un administrador de bases de datos (también conocido como ABD (en inglés database administrator o DBA)) es aquel profesional que administra las tecnologías de la información y la comunicación, siendo responsable de los aspectos técnicos, tecnológicos, científicos, inteligencia de negocios y las legalidades de las bases de datos, y de su calidad de datos.
Sus tareas incluyen las siguientes:
- Implementar, dar soporte y gestionar bases de datos corporativas.
- Crear y configurar bases de datos relacionales.
- Ser responsables de la integridad de los datos y la disponibilidad.
- Diseñar, desplegar y monitorizar servidores de bases de datos.
- Diseñar la distribución de los datos y las soluciones de almacenamiento.
- Garantizar la seguridad de las bases de datos, realizar copias de seguridad y llevar a cabo la recuperación de desastres.
- Planificar e implementar el aprovisionamiento de los datos y aplicaciones.
- Diseñar planes de contingencia.
- Diseñar y crear las bases de datos corporativas de soluciones avanzadas.
- Analizar y reportar datos corporativos que ayuden a la toma de decisiones en la inteligencia de negocios.
- Producir diagramas de entidades relacionales y diagramas de flujos de datos, normalización esquemática, localización lógica y física de bases de datos y parámetros de tablas.

Los administradores de bases de datos tienen competencias y capacidades en uno o más sistemas de gestión de bases de datos, algunos ejemplos: Microsoft SQL Server, IBM DB2, Oracle MySQL, Oracle database, IBM Informix y SQL Anywhere.
En ingeniería estadística es una de las cualificaciones subyacentes, que trata la información para almacenarla, hacerla altamente explotable y altamente disponible. Además, vela por la eficacia técnológica del almacenamiento en el desempeño de investigaciones, buscando inferencias sólidas y compactas, para canalizar resultados manteniendo un equilibrio entre las ciencias involucradas y la propiamente enunciada, ingeniería estadística de las ciencias de la computación.
El control de tecnologías de bases de datos y las matemáticas permite al ABD rendir informes, realizar reportes sobre cualquier proceso industrial y participar de forma activa en procesos avanzados de desarrollo, consolidando las capacidades propias de un profesional de tecnologías de la información y un ingeniero especialista.
Los factores de éxito en la carrera del ABD se versan sobre las cualificaciones en los avances de las tecnologías de gestión del almacenamiento, los avances en sistemas gestores de bases de datos y requerimientos de cualificación para cada proyecto como garantía de calidad necesaria en el rol a asignar, incluyendo, técnicas avanzadas de gestión de infraestructuras tecnológicas, la gestión de protocolos y servicios de redes, la optimización de código de programación, garantizar el procesamiento eficaz de información, la gestión de interfaces integrales para el tratamiento de datos, la gestión de cambios, la gestión por objetivos y las gestión por resultados. Se definen algunos aspectos que incluye la profesión del ABD:
- Profesional de software de fabricante - Profesionales acreditados en administración de bases de datos y tecnologías específicas, desde, tecnólogos, ingenieros, post-graduados, másteres y doctorados(en proyectos de investigación como en biotecnologías y tratamiento de datos de Genómica, por ejemplo).
- Metodología de desarrollo software - Ofreciendo y compartiendo diseños concretos sobre el trabajo total, estandarizando sus actividades, definiendo arquitecturas compartidas en un único uso desde las fases desarrollo y las implementaciones necesarias para ejercer el control de los datos garantizando e inclusive el cumplimiento de los plazos de entrega, intercambiando requerimientos de calidad en el software y cumpliendo con todos los acuerdos contractuales alineados al objetivo empresarial, por ejemplo SOA.
- Optimización de software - Realización de tareas de mejora y solución de problemas en los niveles de servicios implicados.
- Ingeniería del software y Herramientas CASE - Diseño, Planeación, implementación y gestión de arquitecturas e infraestructuras software.
- Ingeniería de requerimientos - Estudios de funcionalidad y compatibilidad en la analítica del negocio.
- Tecnologías de almacenamiento - Coordinación de Racks, plataformas hardware & software de sistemas operativos, cabinas de almacenamiento, sistemas de particionamiento, Centro de procesamiento de datos y comunicaciones.
- Desastres y recuperación - Implementación de copias de seguridad y centros de respaldo.
- Integridad de datos - Integrar proyectos compatibles de formato controlando la consistencia de los datos desde los requerimientos del desarrollo hasta la integración de los sistemas con las líneas del negocio.
- Seguridad tecnológica - Brindar las soluciones en los estudios de gestión de riesgos y estudios avanzados (Guerra informática, guerra digital o ciberguerra).
- Disponibilidad - Asegurar la continuidad de los servicios de las bases de datos "full time, 24x7, non stop database, open 369".
- Análisis de sistemas - Analizar ciclos de procesamiento y el retorno funcional de todas las capas de negocio.
- Realizar pruebas de software y de hardware.
- Gestión de proyectos.

## Auditorías del ABD
El ABD implementa protocolos y soluciones de seguridad en infraestructuras tecnológicas, implementando los planes de seguridad de aplicación orientadas a producto, implementando requerimientos de auditoría y implementando soluciones estrictas de seguridad (Gobierno y leyes); Además, se encarga de diseñar, actualizar y ejecutar planes de seguridad integrales.

## Ingeniería de soporte del ABD
Los ingenieros de soporte ABD están encargados de ofrecer soluciones de disponibilidad en los planes de continuidad de negocios y en todos los procesos de aprovisionamiento de datos en entornos de producción y entornos de desarrollo, coordinando procesos de entrega con gerentes de servicio y líderes de equipo de Tecnologías de la Información, documentando procesos de mejora y cumpliendo con los objetivos establecidos por la dirección de TI definidas en herramientas ITIL.

## Testingdel ABD
Los ingenieros de testing realizan pruebas de rendimiento, pruebas de impacto, pruebas funcionales, pruebas de código, pruebas de carga de datos, pruebas de implementación y pruebas de integración en proyectos Investigación, desarrollo e innovación. Para la ejecución de pruebas es necesario aplicar las metodologías basadas en Ingeniería del software, sus aplicaciones funcionales y los requerimientos de calidad, añadiendo las líneas base de la ingeniería requerimientos en la inteligencia de negocios y las tecnologías de la información.

## Roles del ABD
- Analistas de datos
- Analista de información
- Analistas de sistemas
- Analistas de programación
- Administradores de bases de datos
- Consultores de sistemas
- Consultores de tecnologías de la información
- Consultores de aplicaciones
- Consultores de programación
- Programadores de bases de datos
- Programadores de procesos de negocio
- Integradores de datos
- Ingenieros de datos
- Ingenieros estadísticos
- Jefes de centros de datos
- Coordinadores de área
- Jefes de aplicaciones
- Ingenieros de bases de datos espaciales
- Minería de datos espaciales
- Jefe de proyectos espaciales
- Ingenieros de software
- Instructores de software
- Profesores de bases de datos
- Gestores de green IT
- Ingenieros de soporte TI
- Jefes de soporte TI
- Administrador de proyectos de minería de datos
- Consultor de proyectos de Minería de datos
- Directores de área
- Contractors
- Gerentes de producto
- Gerentes de consultoría
- Gerentes de soporte TI